# Duméril-varánusz
A Duméril-varánusz (Varanus dumerilii) a hüllők (Reptilia) osztályának a pikkelyes hüllők (Squamata) rendjéhez, ezen belül a gyíkok (Sauria) alrendjéhez és a varánuszfélék (Varanidae) családjához tartozó faj.

## Elterjedése
Délkelet-Ázsia mangrove mocsaraiban és esőerdeiben fordul elő.
A következő területeken honos: Mianmar, Thaiföld, Malajzia, valamint Indonézia több szigete (Szumátra, Borneó és több kisebb sziget).

## Alfajai
- Varanus dumerilii dumerilii (Schlegel, 1839)
- Varanus dumerilii heteropholis (Boulenger, 1892)

## Megjelenése
Testhossza 1–1,3 méter. A felnőtt állatok világosbarna hátát széles, sötét sávok keresztezik. A fiatalok élénk színezetűek: alapszínük fekete, testüket élénksárga sávok keresztezik, fejük teteje rikító narancssárga. A felnőttek és a fiatalok szeme mögött sötét sáv fut hátrafelé.

## Életmódja
Tápláléka ízeltlábúakból, halakból, kétéltűekből, tojásokból, madarakból áll. Nappali életmódot folytat. Elsősorban a fákon él, vadászik, veszély esetén a vízbe veti magát. A szaporodási időben egy fészekaljba 12–23 tojást rak le.